# Madonna dei Fiori
Madonna dei Fiori è uno degli appellativi con cui la Chiesa cattolica venera Maria, madre di Gesù, presso l'omonimo Santuario nella città di Bra (CN). Si affidano alla Madonna dei Fiori le seguenti località:
- A Castrocaro Terme dove è Patrona della città;
- A Pulsano presso la Chiesa della Confraternita del SS. Sacramento
- Presso Ostuni è presente la Confraternita Madonna Dei Fiori
- A Moconesi è presente una Cappellina.
- A Bordighera  di recente è stata nominata Parrocchia la Chiesa dedicata che vide i suoi albori dalle ceneri della prima antica Chiesetta in pietra sita sulla via Pasteur
- A Cirella (CS) costruirono nel 1634 l'omonima chiesetta a tre navate dove è presente la scultura lignea della Vergine.
- In America latina la Madonna dei fiori si trova presso il Ministério de Cura e Libertação Pequenos Missionários de N. Sra das Flores.

## Il culto

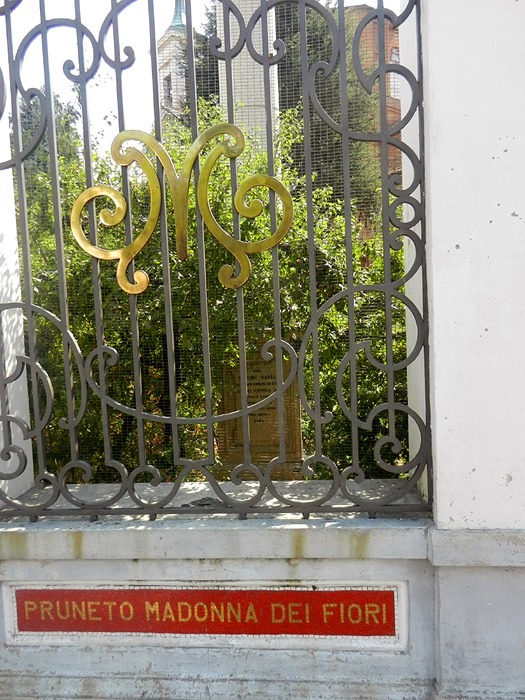
Bra - Il pruneto miracoloso presso il Santuario della Madonna dei Fiori

A Bra, il 29 dicembre 1336, a una giovane donna incinta, Egidia Mathis, sarebbe apparsa la Madonna. La giovane, minacciata di violenza da alcuni mercenari che appartenevano a una compagnia di ventura, mentre pregava presso un piloncino votivo con l'effigie di Maria, sarebbe stata salvata dall'improvvisa apparizione della Vergine che mise in fuga i malfattori. Subito dopo la giovane partorì, pare assistita dalla Madonna stessa. Tutt'intorno, pur in pieno inverno, i cespugli di pruno selvatico sarebbero fioriti improvvisamente. Tuttora questi cespugli fioriscono inspiegabilmente ogni anno in pieno inverno, anziché in primavera, senza che la scienza abbia potuto trovare una spiegazione.

## Il Santuario della Madonna dei Fiori
L'area del santuario, alle porte della città arrivando da Torino, appartiene alla parrocchia di San Giovanni Battista di Bra, e comprende diverse strutture:
- il Santuario Antico, eretto in stile barocco nel 1626 nel luogo in cui una precedente cappella commemorava il miracolo. L'edificio conserva all'interno in una cappella laterale la statua della Madonna dei Fiori, che viene portata in processione l'8 settembre, giorno della festa patronale. Anche un dipinto del pittore fiammingo Jean Claret ritrae lo stesso soggetto;

- il Santuario Nuovo, iniziato nel 1933 su progetto dell'ingegner Bartolomeo Gallo, aperto alle celebrazioni ma tuttora incompiuto. È affrescato da Piero Dalle Ceste, autore anche di una grande tela che raffigura l'apparizione della Vergine Maria a Egidia Mathis;

- Il Mosaico di Padre Marko Ivan Rupnik presso l'entrata del Santuario Nuovo.

- Il giardino ("Pruneto"), la casa canonica, le strutture oratoriali e l'annessa casa di riposo "Beato Valfrè" per sacerdoti anziani.
- La Cripta sotto il Santuario Nuovo dove alla sera si svolgono vari incontri di preghiera